# 張鼎淐
張鼎淐（？—1675年），字宗鲁，又號慕河，福建泉州府晋江县丰乐铺人。

## 生平
崇祯三年（1630年）庚午科福建乡试举人，崇祯十三年（1640年）庚辰科進士，吏部观政，官广东韶州府翁源县知县，擢兵部主事，官至广东按察司副使。时值明清鼎革，於翁源寓宅。後致仕，由南安迁居台湾青屿，杜门不出，未几卒，著有《张家族史纪闻》。